# Aquiles Serdán, Macuspana
Aquiles Serdán är en ort i Mexiko.   Den ligger i kommunen Macuspana och delstaten Tabasco, i den sydöstra delen av landet, 700 km öster om huvudstaden Mexico City. Aquiles Serdán ligger 17 meter över havet och antalet invånare är 4 613.
Terrängen runt Aquiles Serdán är mycket platt. Runt Aquiles Serdán är det ganska tätbefolkat, med 67 invånare per kvadratkilometer. Närmaste större samhälle är Macuspana, 12,3 km väster om Aquiles Serdán. Trakten runt Aquiles Serdán består till största delen av jordbruksmark.